# Sigma Canis Majoris
Sigma Canis Majoris (σ CMa / 22 Canis Majoris / HD 52877) és un estel a la constel·lació del Ca Major de magnitud aparent +3,49. S'hi troba a una distància aproximada de 1.120 anys llum del sistema solar, sent l'error en la mesura superior al 6%. Encara que algunes fonts la situen com a probable membre de l'associació estel·lar Collinder 121, el seu moviment propi i menor distància semblen indicar que no és així.
Sigma Canis Majoris és una supergegant vermella de tipus espectral M1.5Iab —anteriorment considerada K7Ib— similar a Betelgeuse (α Orionis) amb una temperatura superficial de 3.750 K. Estel notable en diversos aspectes, la seva lluminositat és 23.300 vegades major que la del Sol, i el seu radi és 360 vegades més gran que el radi solar, cosa que equival a 1,7 ua, una mica més de la distància que hi ha entre Mart i el Sol. La seva massa s'estima unes 12 vegades major que la massa solar, just per sobre del límit en el qual els estels no finalitzen la seva vida com a nanes blanques sinó que esclaten com a supernoves. Els estels tan massius tenen vides curtes; Sigma Canis Majoris té una edat aproximada de 17 milions d'anys i ja s'hi troba en una fase molt avançada de la seva evolució estel·lar.
Com a molts estels similars, Sigma Canis Majoris és una variable irregular de tipus LC, fluctuant la seva lluentor entre magnitud +3,43 i +3,51.